# 八幡山 (世田谷區)
八幡山（日语：／ Hachimanyama */?）是東京都世田谷區的町名。現行行政地名為八幡山一丁目至八幡山三丁目。2013年（平成25年）9月1日為止的人口有8,091人。郵遞區號156-0056

## 地理
位於東京都世田谷區北部，鄰接上北澤、船橋、千歲台、粕谷、南烏山等町，北接東京都杉並區。
京王線八幡山站是位在杉並區上高井戶，三丁目在車站南邊。

## 歷史
中世紀此地名為鍛冶山。1553年（天文22年）吉良賴康與大平清九郎的文書中記載為「かち山」。
江戶時代，此地原為天領，1633年（寛永10年）成為彦根藩井伊氏領地。南部為彦根藩御林，用來收集薪材。八幡山遺跡中曾發現江戶時代初期的炭窯遺跡。慶安年間，移居船橋村的島田五兵衛開拓此地，成立八幡山村。
1889年（明治22年），此地為千歲村大字。1936年（昭和11年），為世田谷區八幡町。1970年（昭和45年）實施住居表示，成立八幡山一～三丁目。

### 地名由來
村子南方是森林遍布的台地。台地上建有八幡神社而得名。

## 設施
- 動物愛護諮詢中心（動物愛護相談センター）
- 世田谷區立八幡山小學校
- 千歲清掃工場
- 明治大學八幡山運動場（八幡山グラウンド）　
明大橄欖球部、明大足球部等的練習據點
- 日本大學八幡山總合體育館、八幡山學生宿舍
日大陸上競技部等的練習據點
- 大東學園高等學校

## 備註
1. ↑  .   [2013-10-04]. （原始内容存档于2014-07-19）.
2. ↑  .   [2013-10-04]. （原始内容存档于2013-10-04）.